# طغرل عسگراف
طغرل عسگراف (به ترکی آذربایجانی: Toğrul Əsgərov؛ زاده ۱۷ سپتامبر ۱۹۹۲) کشتی‌گیر اهل جمهوری آذربایجان در دسته‌های ۶۰ و ۶۵ کشتی آزاد است. عسگراف در سن ۱۹ سالگی با غلبه بر بسیک کودوخوف روس برنده مدال طلای المپیک ۲۰۱۲ لندن شد. او در المپیک ۲۰۱۶ ریو نیز در فینال با شکست مقابل سوسلان رامونوف از روسیه به مدال نقره دست یافت. مدال طلای بازی‌های اروپایی ۲۰۱۵ و قهرمانی کشتی اروپا در سال ۲۰۱۲ از دیگر افتخارات عسگراف است.

## المپیک ۲۰۱۶ ریو
عسگراف در سال ۲۰۱۶ میلادی در المپیک ریو در وزن ۶۵ کیلو حاضر بود که آندری ویاتکوسکی از اوکراین، فرانک مولینارو از آمریکا و فرانک چامیزو از ایتالیا را شکست داد و به مرحله فینال رسید. در مرحله نهایی از سوسلان رامونوف روسی شکست خورد و به مدال نقره رسید.